# Rheinhäfen Karlsruhe
Die Rheinhäfen Karlsruhe sind die Binnenhäfen der Stadt Karlsruhe, am Oberrhein, Baden-Württemberg.

## Geographie
Die Häfen liegen rechtsrheinisch an folgenden räumlich getrennten Standorten auf einer Höhe von 100 bis 115 m ü. NN.
- Rhein km 367,5 R: Ölhafen (gewerbliche Großschifffahrt)
- Rhein km 362,7 R: Hafen Maxau
- Rhein km 359,9 R: Rheinhafen Karlsruhe (gewerbliche Großschifffahrt)

## Geschichte

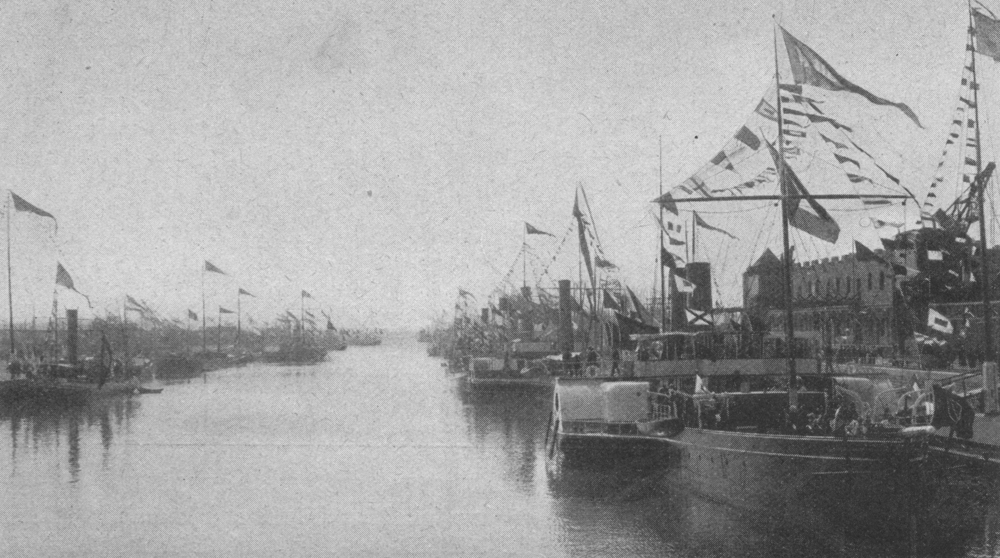
Offizielle Einweihung des Rheinhafens am 27. Mai 1902

Zu Beginn des 19. Jahrhunderts begannen die Planungen, die Stadt durch einen Kanal mit dem Rhein zu verbinden. Hafenanlagen waren nahe der heutigen Stadtmitte angedacht. Die Ausführung musste allerdings wegen der enormen Kosten (Staustufen und lange Strecke für den Rheinanschluss) unterbleiben. Erst 1901 konnten am heutigen Standort zwei Hafenbecken und ein kleines Ölbecken in Betrieb genommen werden. Schäden im Zweiten Weltkrieg wurden in den frühen 1950er Jahren behoben und 1957 zusätzlich mit dem Bau des Ölhafens begonnen.

## Standorte

### Ölhafen

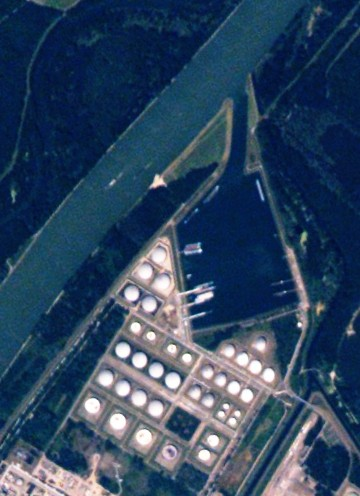
Der Ölhafen

Der Ölhafen entstand von 1957 bis 1963, als nordwestlich von Karlsruhe zwei Raffinerien am Rhein gebaut wurden. Die Größe des Gewerbegebietes beträgt 43 ha, hiervon sind 35 ha Wasserfläche mit zwei Kilometern für Umschlagszwecke ausgebauten Kaianlagen. Diese beiden Firmen standen im ständigen Konkurrenzkampf. Daher belieferten sie sich mit nahezu keinen Roh-, Halbfertig- oder Fertigprodukten. Dies hatte zur Folge, dass die eine Raffinerie diese Produkte per Schiff bezog und sie von der anderen verschifft wurden – beispielsweise von und nach Rotterdam. Damit war Karlsruhe mit einem Jahresumschlag von bis zu 12 Millionen Tonnen die Nummer zwei in Deutschland, hinter Duisburg-Ruhrort, das mit etwa 50 Millionen Tonnen der umschlagsstärkste Binnenhafen Deutschlands ist. Nach der Fusion der Raffinerien zur Mineralölraffinerie Oberrhein in den 1990er Jahren brach der Umschlag am Ölhafen von früher acht bis zehn Millionen Tonnen auf etwa drei bis vier Millionen ein, während der Umschlag am Rheinhafen mit weiterhin drei bis vier Millionen Tonnen gleich blieb. An Infrastruktur stehen im Ölhafen sechs Verladeplätze für Mineralöl, Pumpen und eine Umschlagseinrichtung für Flüssiggas zur Verfügung. Im Ölhafen bestehen Lagerkapazitäten für knapp fünf Millionen Kubikmeter verschiedenartiger Flüssiggüter. Der Hafen selbst hat keinen Gleisanschluss, ein solcher besteht nur indirekt über die Raffinerie.

### Pionierhafen

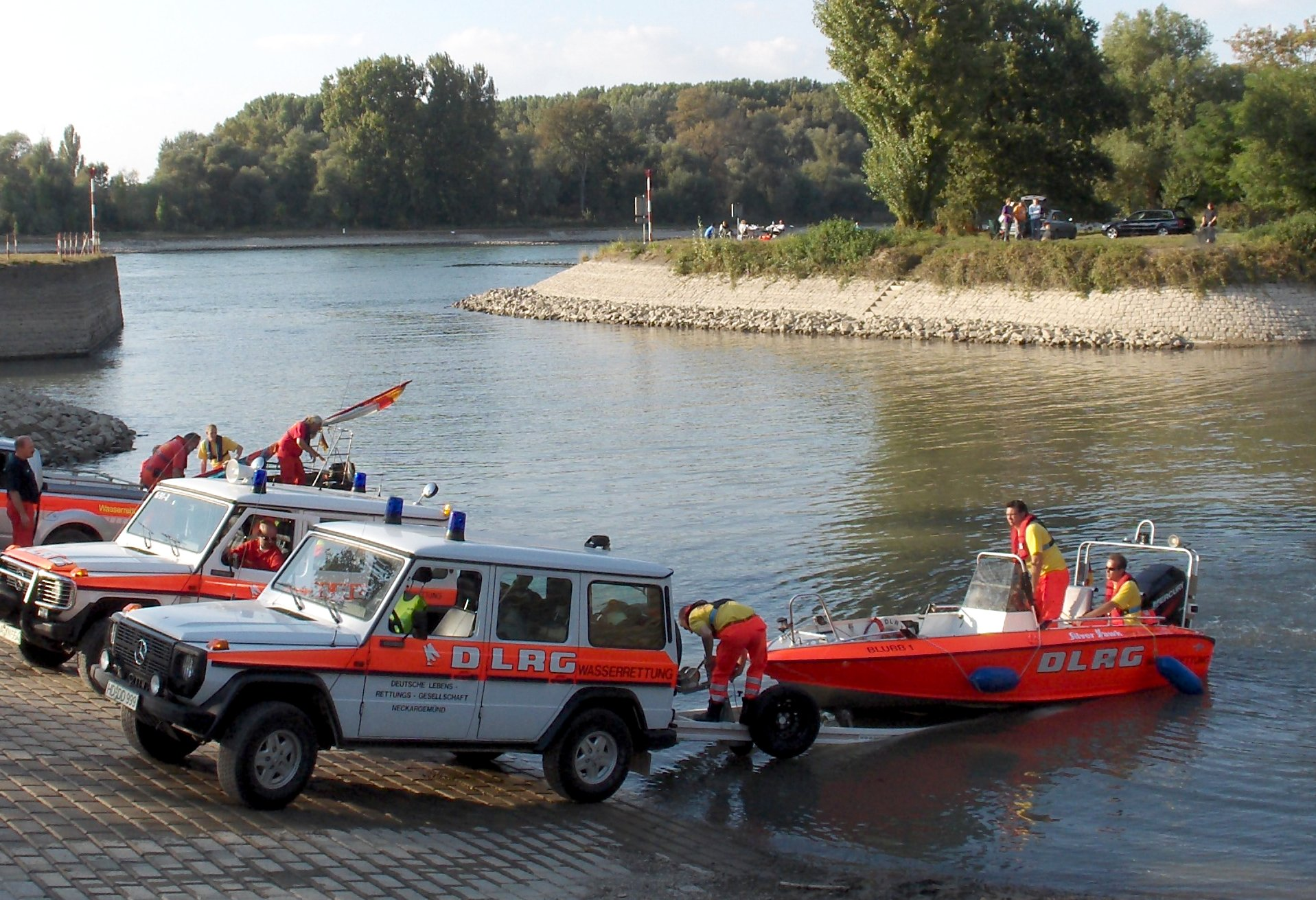
Südliche Slipanlage Pionierhafen

Der kleinste und unbedeutendste unter den Karlsruher Häfen ist der Pionierhafen. Er befindet sich wenige hundert Meter stromabwärts vom Hafen Maxau, wo in Zukunft eine zweite Karlsruher Rheinbrücke entstehen könnte. Die Anlage besitzt zwei Slipanlagen, welche für Sportboote genutzt werden können.

### Hafen Maxau
1862 wurde der Hafen von Maxau nach einer auf städtische Kosten durchgeführten Ausbaggerung zum nächstliegenden Hafen für die Versorgung der Stadt Karlsruhe. Mit der Eröffnung des Rheinhafens in Karlsruhe verlor der Maxauer Hafen 1901 seine Bedeutung. Heute wird er in weiten Teilen als Yachthafen genutzt. Zudem erfolgt dort Umschlag für die direkt angrenzende Papierfabrik. Im nordöstlichen Abschnitt ist das WSA, Außenbezirk Karlsruhe ansässig, das dort eine eigene Steganlage für seine Betriebsboote und Arbeitsschiffe betreibt. An diesem Standort wird auch bei Rheinkilometer 362,3 R der Pegel Maxau ermittelt.

### Rheinhafen Karlsruhe

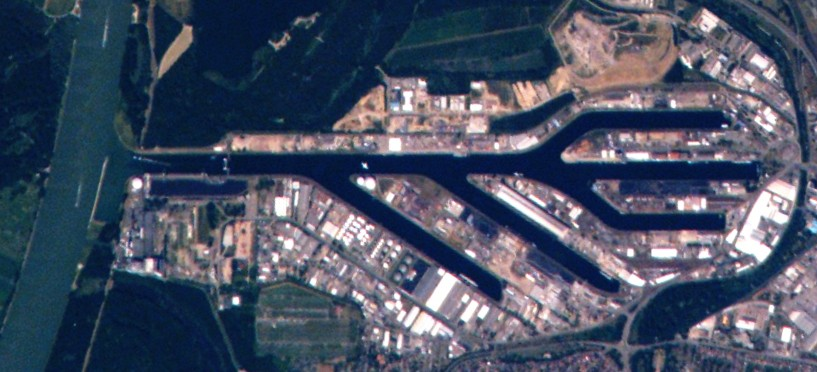
Der Rheinhafen

Dieser Hafen ging 1901 in Betrieb. Er besteht aus sechs Hafenbecken mit 71 ha Wasserfläche. Fünf sind angelegt wie die Finger einer Hand. Becken sechs, früher nur ein schmaler Kanal, stellt die Verbindung zum Rhein dar. An diesem Becken ist unter anderem ein großes Containerterminal angesiedelt, an dem die größten auf dem Rhein fahrenden Schiffe – Einzelschiffe bis 135 Meter Länge und Schubverbände bis zu 180 Meter Länge – festmachen. Sie verbinden Karlsruhe mit den großen Seehäfen am Rhein-Maas-Delta im Linienverkehr. Ebenfalls nach wie vor große Bedeutung hat der Kohleumschlag, hauptsächlich für das gleich bei der Hafeneinfahrt gelegene große Rheinhafen-Dampfkraftwerk der Energie Baden-Württemberg (EnBW). Alle anderen Massengüter werden ebenfalls am Karlsruher Rheinhafen umgeschlagen. So sind auf dem etwa 300 Hektar großen Gelände drei der am Weltmarkt führenden Unternehmen des Handels mit Eisen-, Stahl- und Nichteisen-Metallschrotts zu finden, ebenso wie drei Betonwerke, die ihre Rohstoffe per Schiff bekommen.
Es stehen dort von 14 km Uferlänge knapp sieben Kilometer Kaianlagen für Umschlagzwecke zur Verfügung und sind mit Gleisanschlüssen versehen. Auf fünf Kilometer Uferlänge ist der Kranumschlag möglich.
Es gibt 19 Verladebrücken, Portal- und Drehkräne mit einer Tragfähigkeit von 4 bis 25 t, zwei Containerkräne mit 50 t Tragkraft, Autokrane von 20 bis 250 t, Förderbänder und Flurfördermittel.
Es bestehen 65 ha Freilagerflächen, 22 ha Hallen- oder gedeckte Lagerflächen, Silos mit 7.000 m³ und Getreidespeicher mit 25.000 t Fassungsvermögen sowie Tanklager für 335.000 m³.
In der Nordbeckenstraße befindet sich die WSP-Station Karlsruhe.

## Hochwassersperrtor
Seit 1987 besteht ein 40 Meter breites und neun Meter hohes Sperrtor mit Fußgängerbrücke an der Hafeneinfahrt. Wenn am Pegel Maxau die Hochwassermarke II erreicht und die Schifffahrt eingestellt wird (Pegel 7,50 Meter), wird das Tor abgesenkt und schließt somit die Lücke zwischen den Dämmen beiderseits des Hafens. Damit sind die Anlagen im Hafen vor Überflutung gesichert und die Gefährdungen für die Umwelt gemindert.

## Hafenbahn
Die Hafenbahn wurde um 1900 geschaffen und erschließt mit ihren über 40 km Gleisanlagen den Rheinhafen Karlsruhe. Die Zufahrt erfolgt vom Bahnhof Karlsruhe-West an der Bahnstrecke Winden–Karlsruhe und der Güterumgehungsbahn Karlsruhe. 2007 wurden die Einrichtungen als Industriestammgleise ab der ersten Weiche westlich der Albbrücke, die bis dahin nach einem Vertrag von 1939 je zur Hälfte von KVVH und DB AG beziehungsweise ihren Rechtsvorgängern betrieben wurden, komplett von der KVVH übernommen, während das Gleis zum Bahnhof Karlsruhe-West wie zuvor alleine der DB AG gehört.
Es wird kein eigenes Rollmaterial (Waggons, Lokomotiven etc.) vorgehalten.

## Personenschifffahrt
Am Ende des Becken II hat das durch die Lux-Werft gebaute Fahrgastschiff Karlsruhe der KVHH seinen Liegeplatz.

## Sport
Am Ende des Nordbeckens befinden sich Vereinsheim und Steg des Ruderclubs „Karlsruher Rheinklub Alemannia“ sowie die Geschäftsstelle des Landesverband Baden der Deutschen Lebens-Rettungs-Gesellschaft (DLRG).
Am Ende des Beckens IV sind die Vereinsheime des „Karlsruher Ruderverein Wiking von 1879“ sowie des Kanurennsports der „Rheinbrüder Karlsruhe e. V.“.

## Verkehr
Die Karlsruher Häfen sind über Gemeindestraßen zu der Bundesstraße 10 hin erschlossen. Gleisabzweige der KVVH vom Bahnhof Karlsruhe West an der Maxaubahn verbinden mit dem Eisenbahnnetz, auch der Hafen Maxau und die Ölanlagen sind hieran angeschlossen.

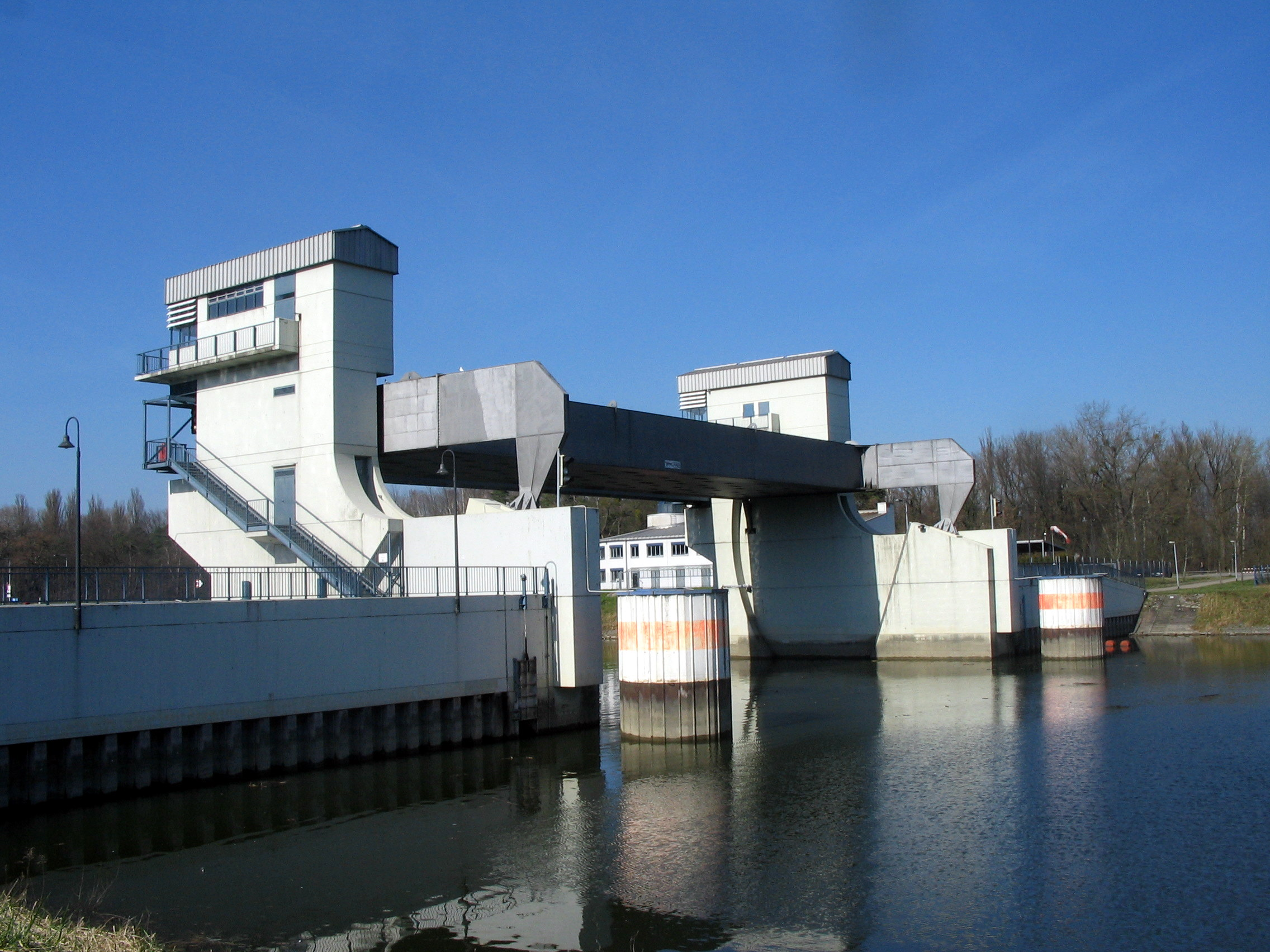
Hochwasser-Sperrtor von der Hafenseite aus gesehen
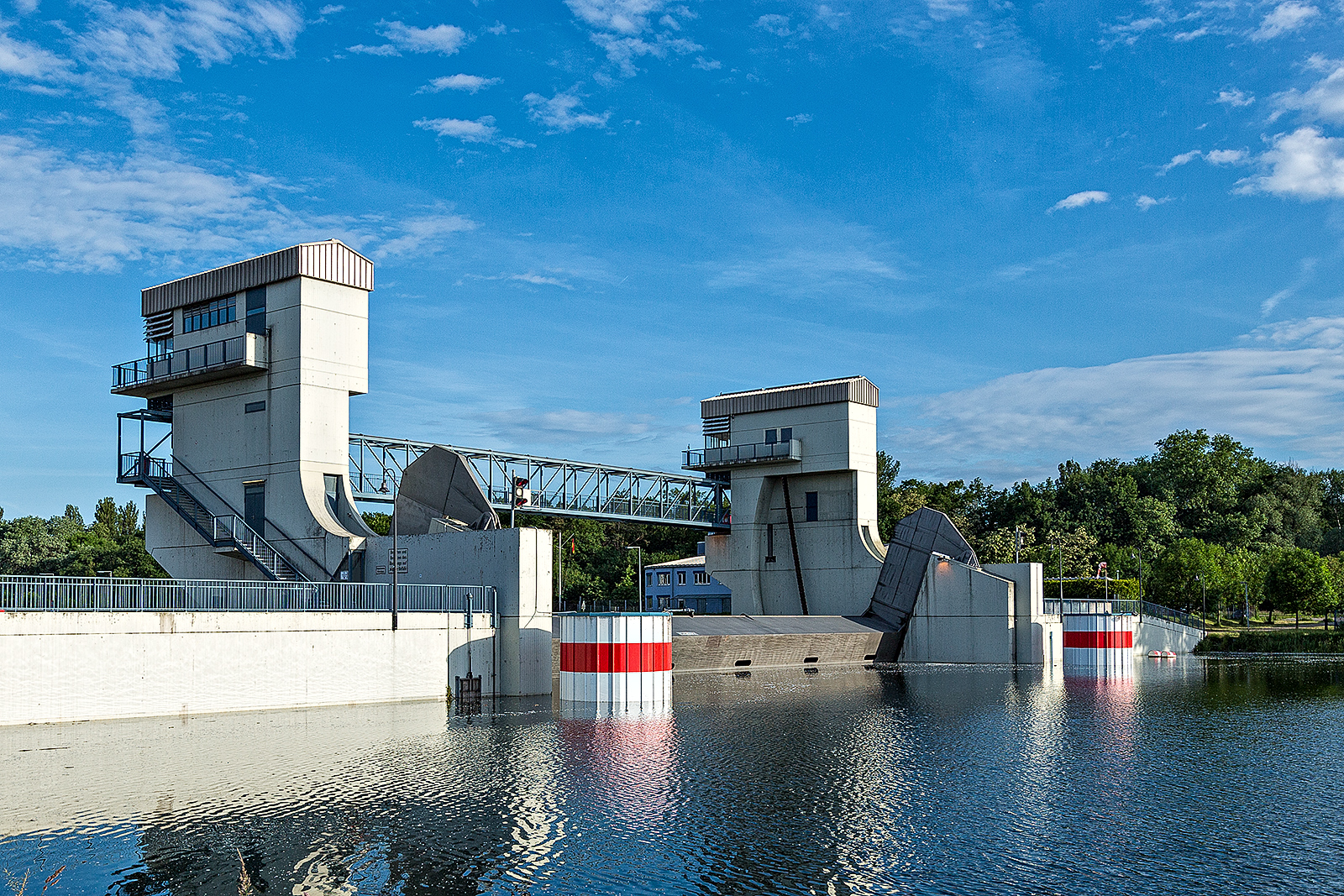
Geschlossenes Hochwasser-Sperrtor
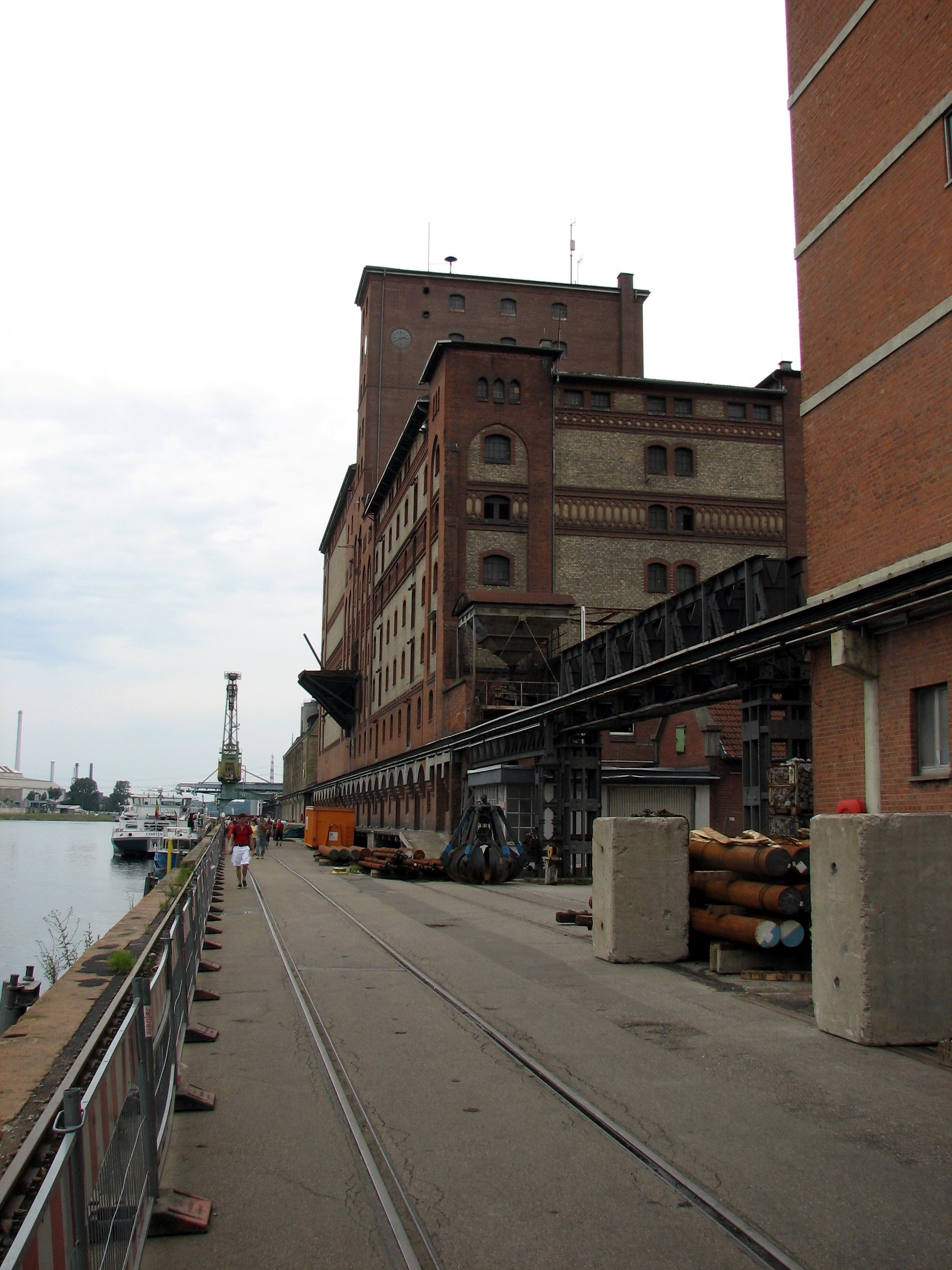
Kai mit Bahngleis
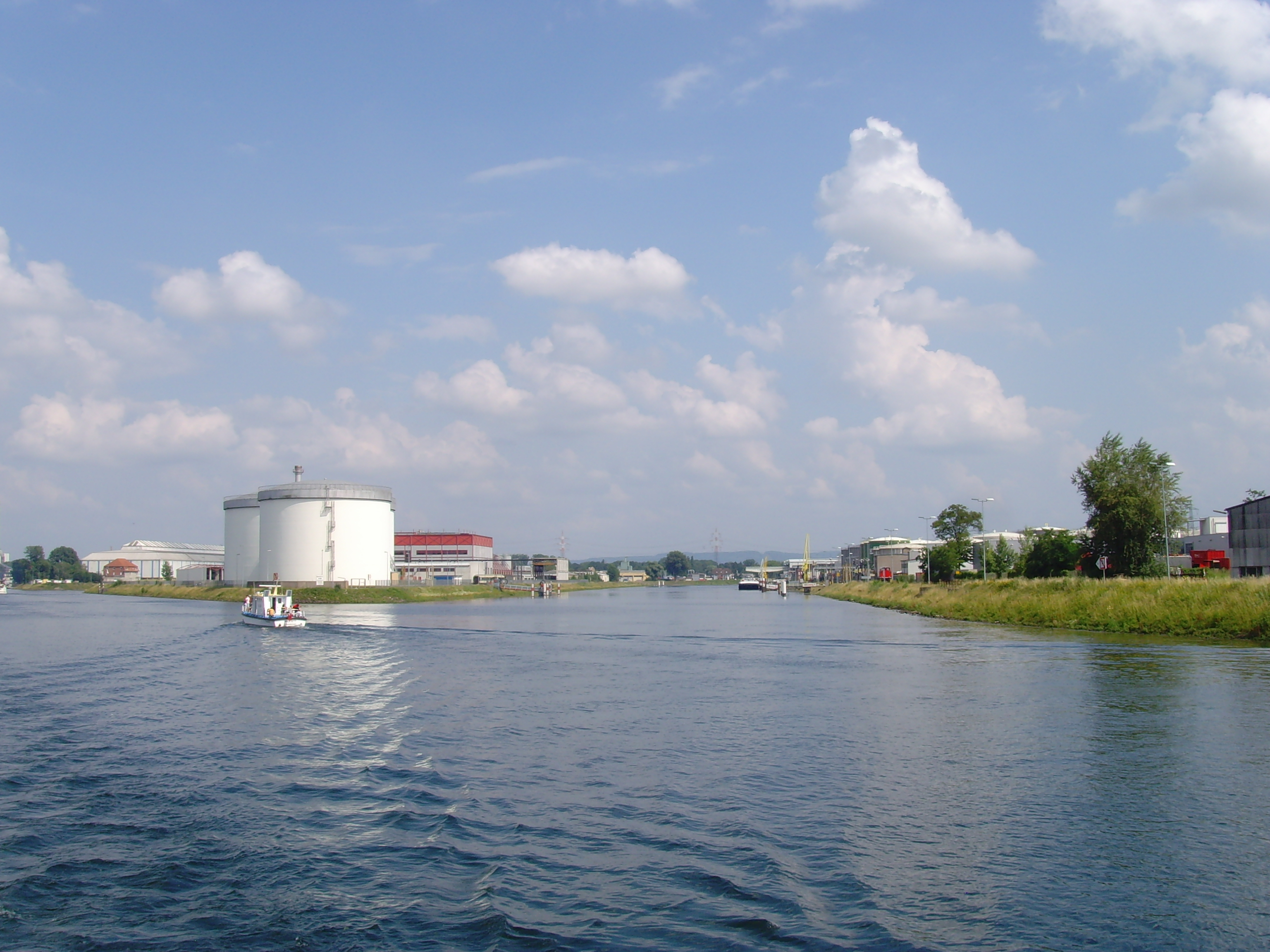
Becken V (2009)
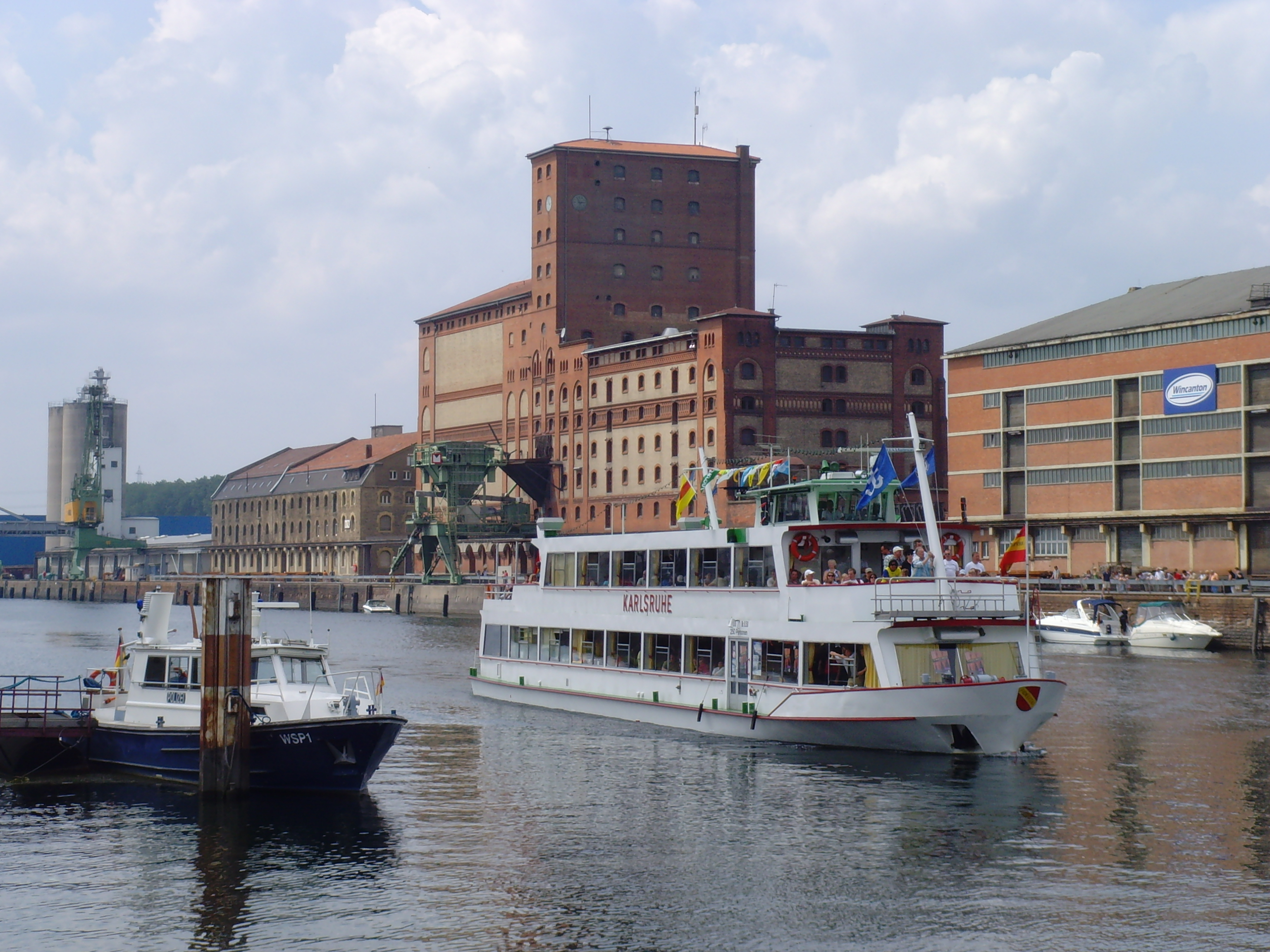
Die Karlsruhe
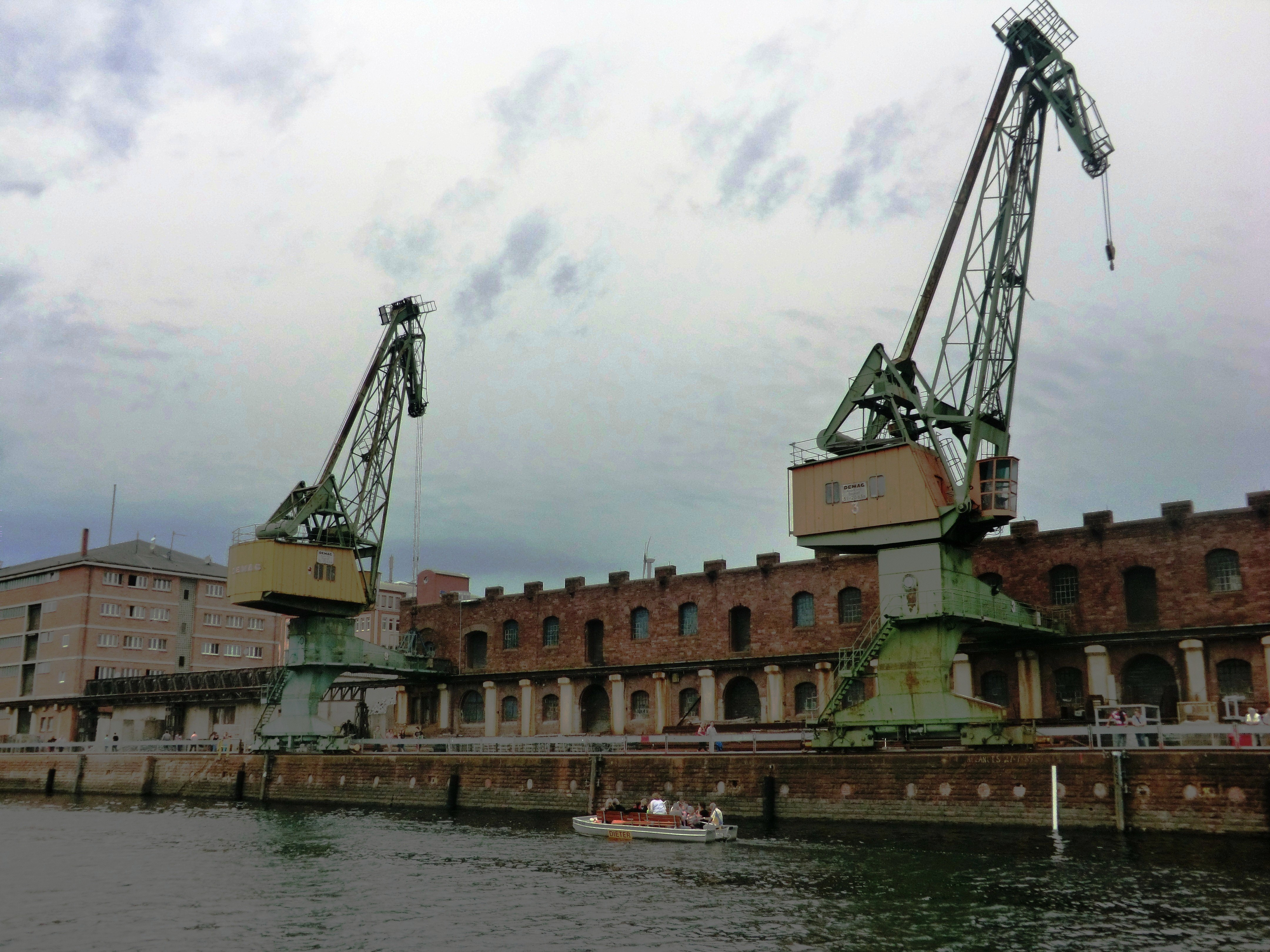
Krane an der Werftstraße